# Torre del Diable (Gibraltar)

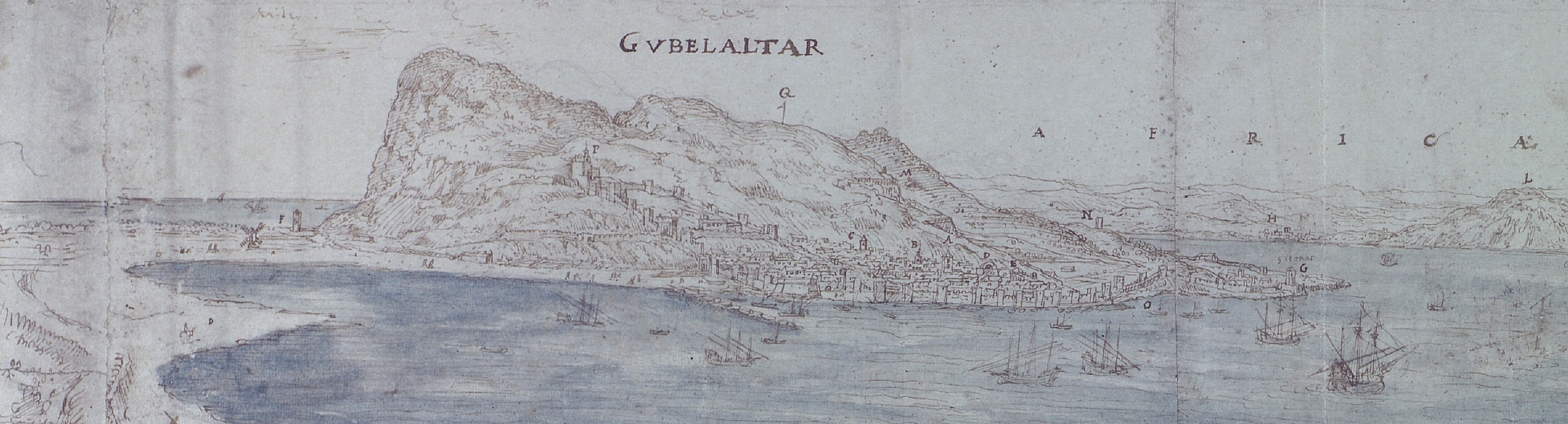
Gibraltar el 1567 (d'Anton Van den Wyngaerde, conservat al Museu Ashmolean d'Oxford). La torre del Diable apareix senyalada amb una 'F'

La Torre del Diable (Devil's Tower en anglès) va ser una antiga torre de vigilància al territori britànic d'ultramar de Gibraltar, construïda prop de la costa nord-oriental del penyal, sobre unes roques que el 1727 s'elevaven uns 2 metres per sobre del sorral de l'istme, tot i que 200 anys més tard la sorra ja arribava a la seva base. En un refugi rocós proper es van descobrir el 1926 restes fòssils d'un nen neandertal, juntament amb eines del Paleolític.

## Història
La torre va ser construïda en pedra calcària. Va ser enderrocada l'any 1940 durant la Segona Guerra Mundial per ordre del governador general Sir Noel Mason-Macfarlane amb l'argument que estava en la línia de foc d'un dels molts canons de Gibraltar. Era germana de la Torre del Molí, del període espanyol, també desapareguda.

## Nen de la Torre del Diable
El 1926 l'arqueòloga Dorothy Garrod va trobar restes fòssils Neandertals prop de la torre del Diable. La torre i les restes, però, no tenien relació. Les restes anomenades Gibraltar 2, o Nen de la Torre del Diable, consistien en 5 fragments del crani d'un nen, troballa que va reforçar l'evidència dels Neandertal a Gibraltar.

## Eponímia
La torre dona nom al campament militar Royal Gibraltar Regt Devil's Tower Camp, al carrer Devil's Tower Road i altres llocs propers.